# 罗纳德·里根大厦
罗纳德·里根大厦和国际贸易中心（英語：Ronald Reagan Building and International Trade Center）位于美国华盛顿哥伦比亚特区西北区宾夕法尼亚大道1300号，得名于前美国总统罗纳德·里根。
设在这座大楼的每个机构都致力于国际贸易和全球化，总部设在这座大楼的组织包括美国国际开发署、美国海关及边境保卫局以及伍德罗·威尔逊国际学者中心。
罗纳德里根大厦于1998年5月5日开幕，总统比尔·克林顿和前第一夫人南希·里根为其揭幕。该建筑靠近联邦三角站，是华盛顿区内最大型的建筑物。

## 图片

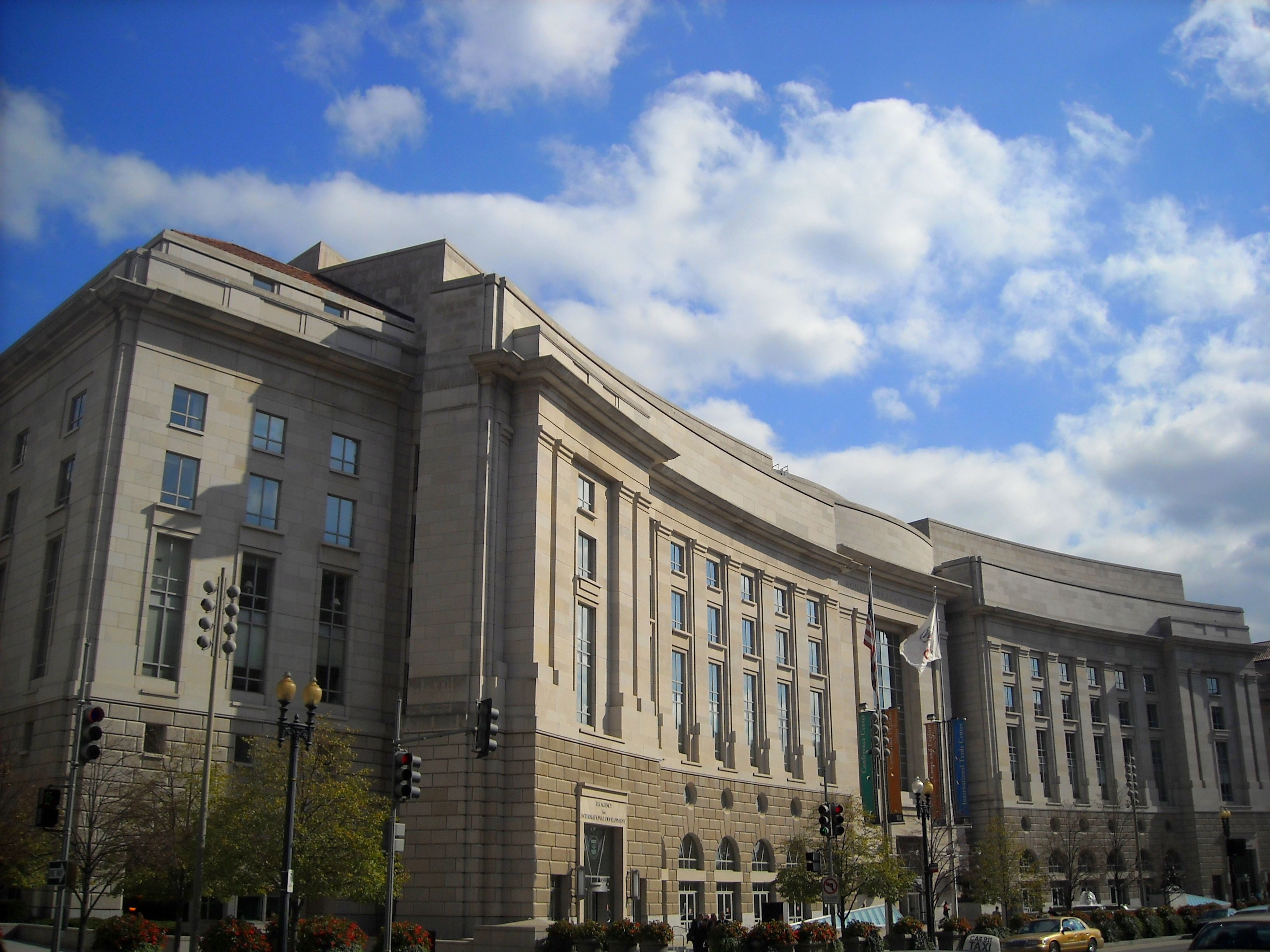
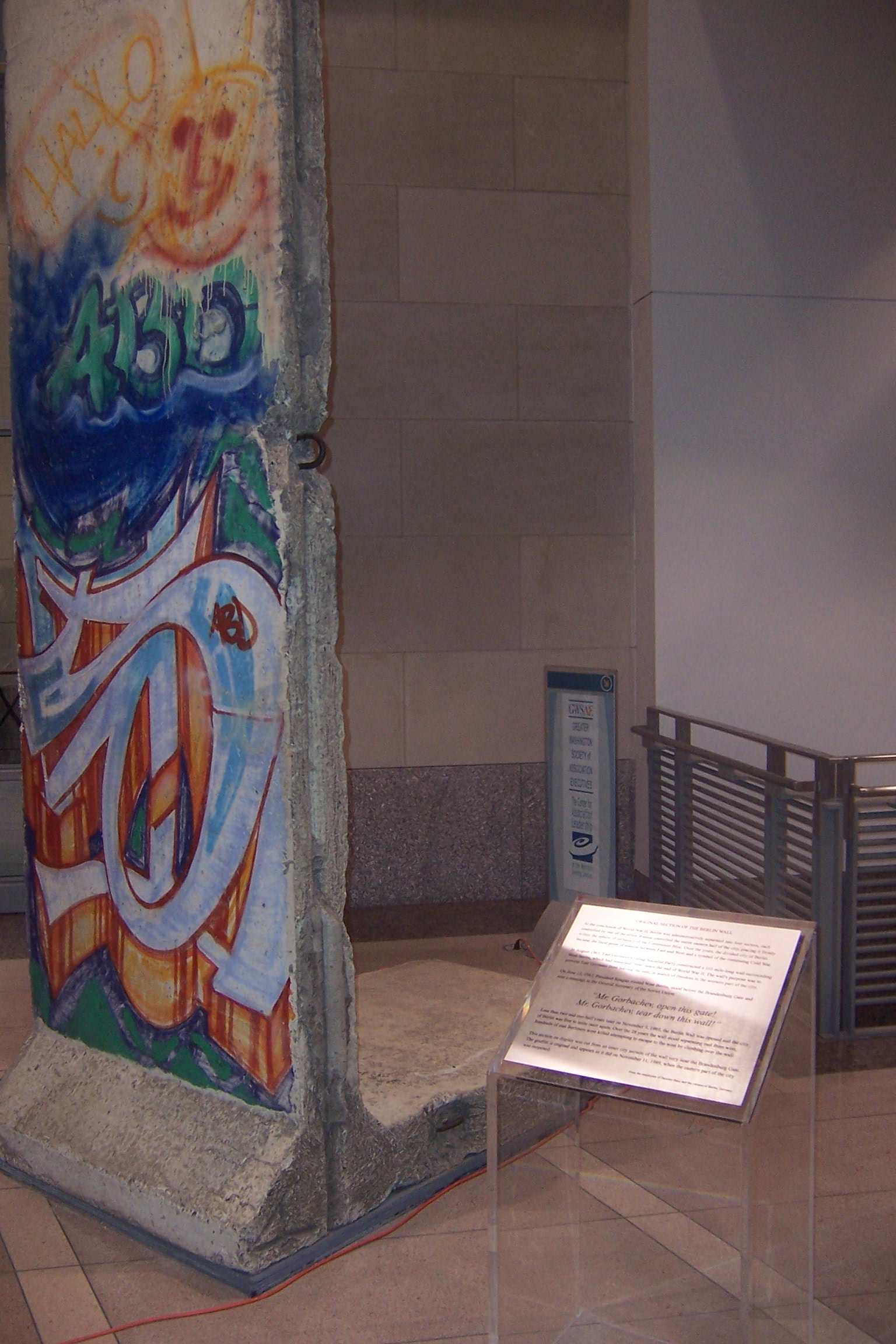
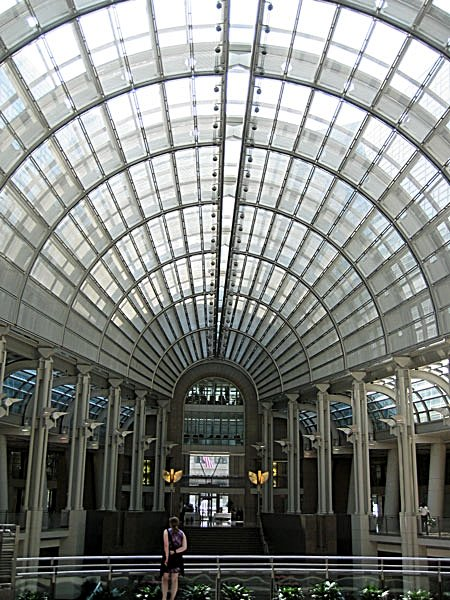
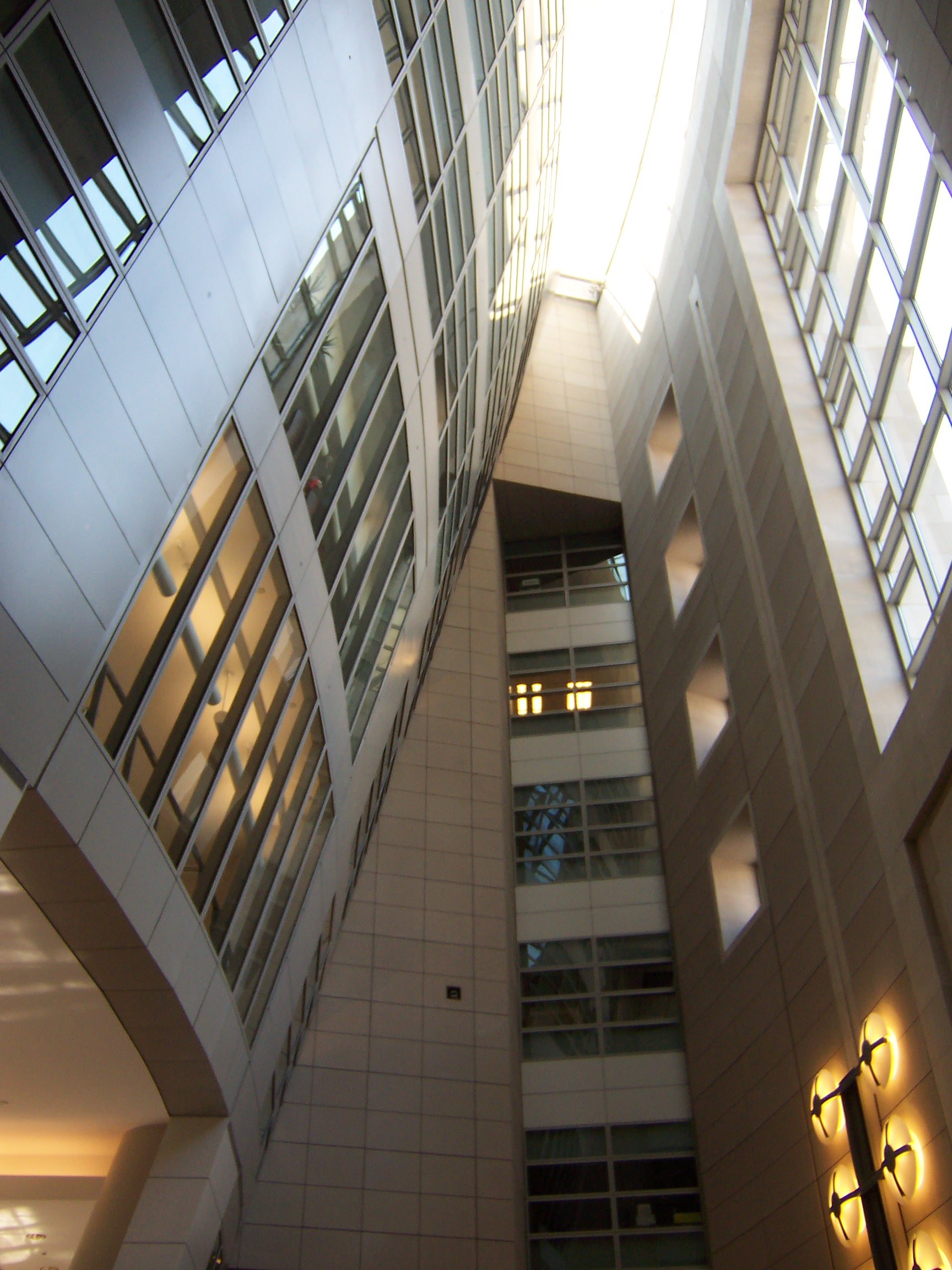
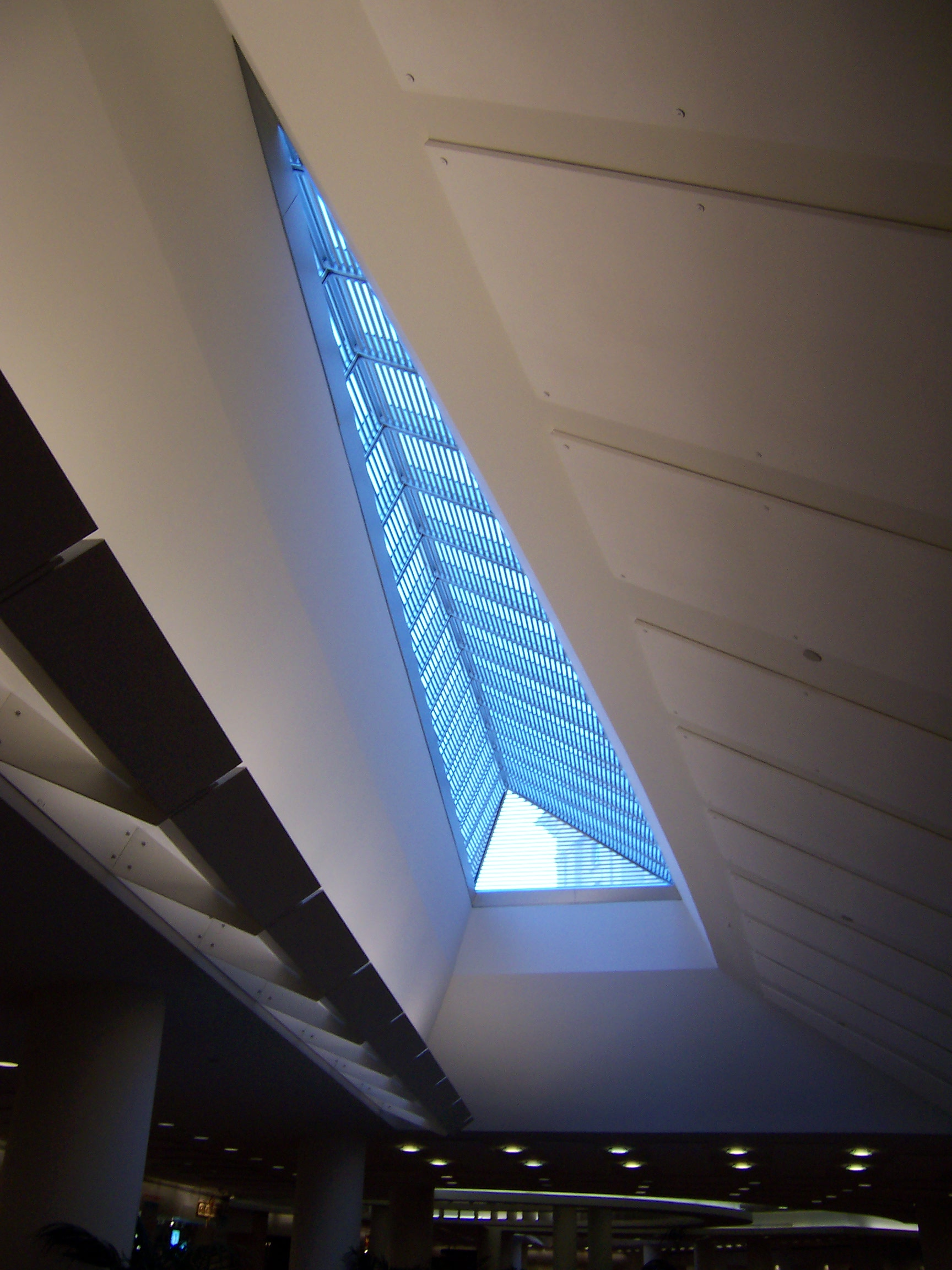